# Río Nogat

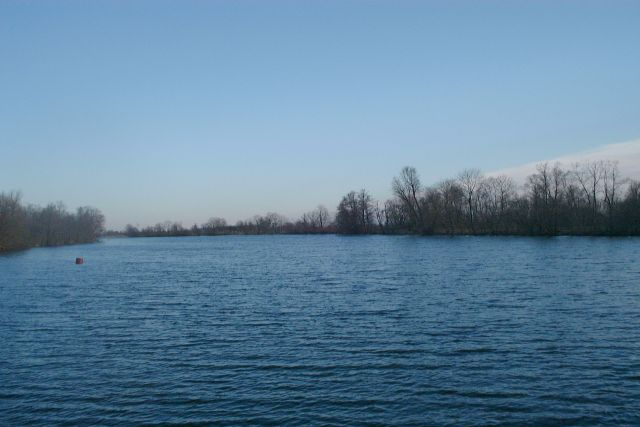
Río Nogat en Kępiny Wielkie

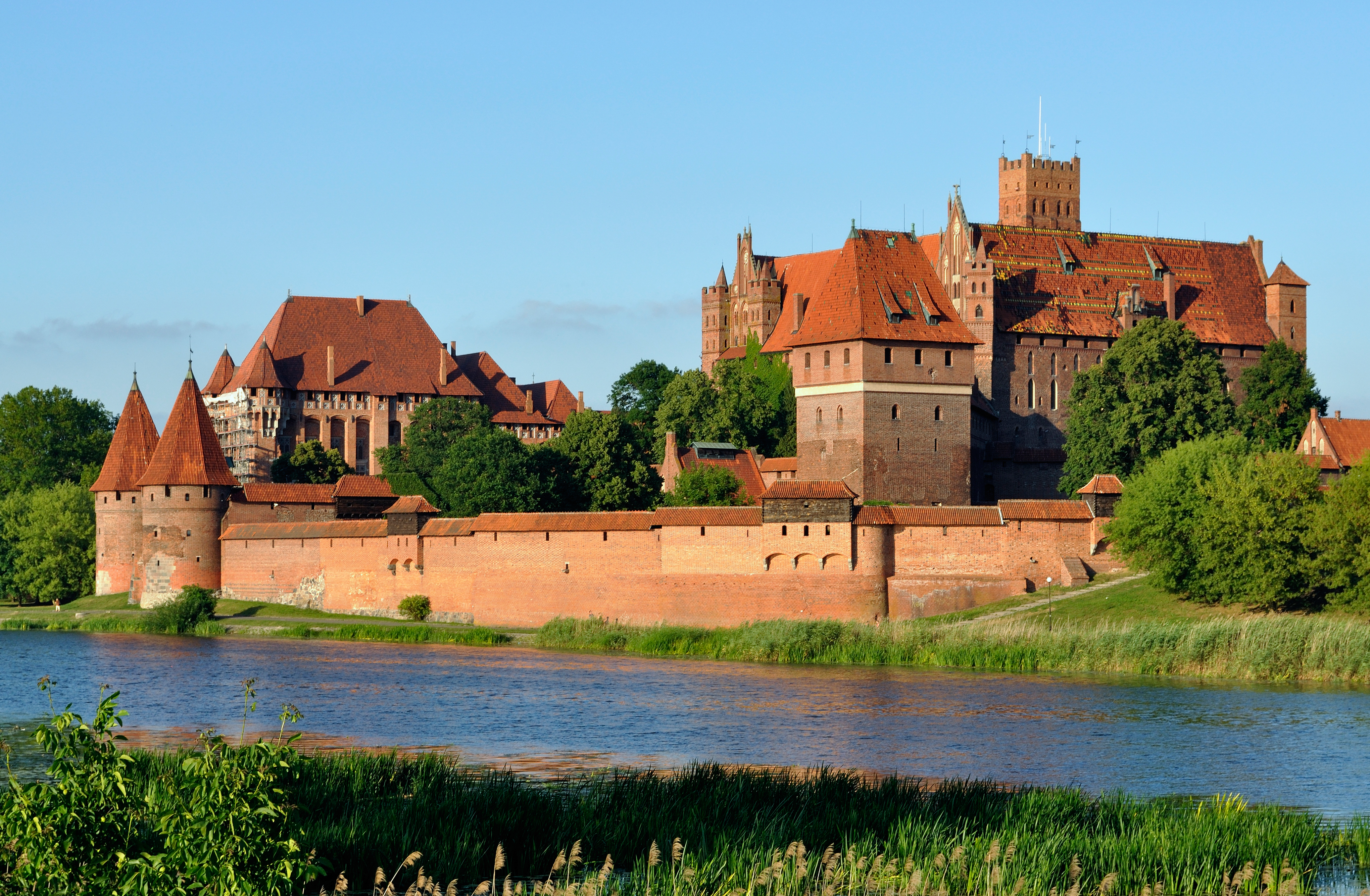
El Nogat a su paso por Malbork

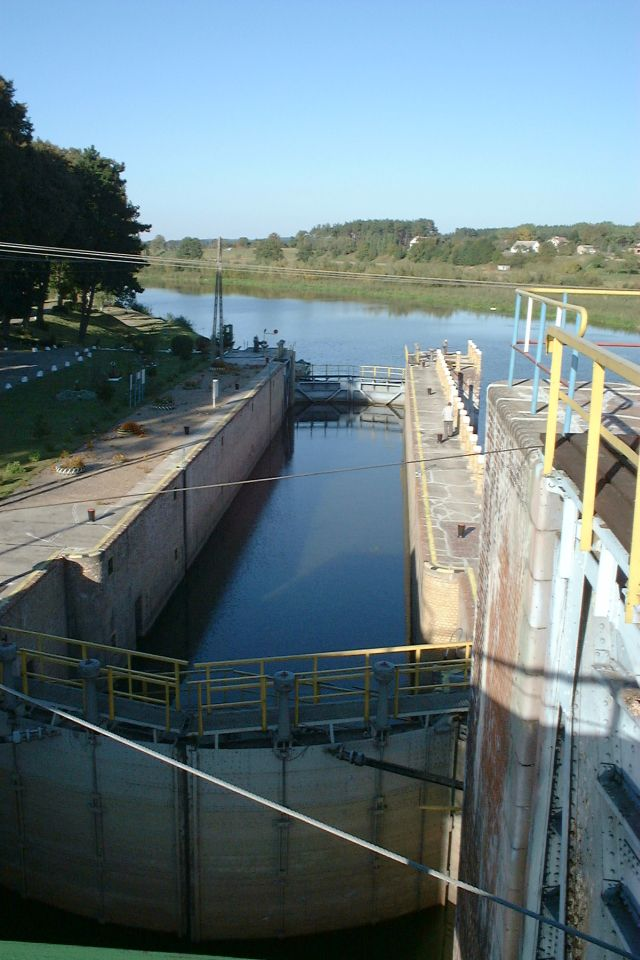
compuertas entre el río Nogat y el Vístula

El río Nogat es un río de Polonia que forma parte de los ríos distribuidores del Vístula siendo este el más importante junto con el río Leniwki por su caudal, su longitud de 62 km. El río Nogat es regulado según necesidades de caudal a través de unas compuertas situadas junto al Vístula, en previsión de crecidas y así manteniendo un caudal constante hasta que desemboca en la Laguna del Vístula. Este ramal del Vístula que nace junto a la población de Biała Góra es navegable.
El río Nogat se une al río Elblag a través del canal Jagelónico (Kanał Jagielloński).

## Ciudades que atraviesa
- Pogorzała Wieś
- Grobelno
- Czerwone Stogi
- Kamienice
- Malbork-Rakowiec
- Szawałd
- Janówka
- Półmieście
- Michałowo
- Wierciny
- Jazowa
- Kępki
- Bielnik Drugi
- Kępiny Wielkie
- Osłonka - lewy brzeg

En su recorrido este río recorre Malbork, en la que el río discurre junto al Castillo de Malbork.